# Sandra Dee
Sandra Dee, geboren als Alexandra Cymboliak Zuck (Bayonne (New Jersey), 23 april 1942 of 1944 - Thousand Oaks (Californië), 20 februari 2005) was een Amerikaans filmactrice.
Dee werd geboren als dochter van John Zuck en Mary Cymboliak. Hoewel ze officieel werd geboren in 1942, zijn er verschillende bronnen die melden dat ze werkelijk in 1944 was geboren. Zo vertelde haar zoon Dodd dat Dee's moeder deed alsof ze twee jaar ouder was, zodat ze een bepaalde rol in een film kon krijgen. Ze werd al op vierjarige leeftijd op de planken gezet en was als kind regelmatig in televisiereclames te zien.
Dee maakte haar filmdebuut in 1957, met een bijrol in Until They Sail. Dee groeide al snel uit tot een geliefd tieneridool. In 1959 was ze in haar bekendste film te zien, Imitation of Life. Hierin speelde ze de dochter van Lana Turner. In 1960 trouwde ze met zanger/acteur Bobby Darin. Ze kregen samen een zoon in 1961, voordat ze in 1967 scheidden.
Dee verloor haar populariteit in de jaren 70 en ontwikkelde anorexia nervosa. Daarnaast werd ze depressief en was ze een alcoholiste. In 2000 werd geconstateerd dat Dee verschillende levensbedreigende ziektes had, waaronder longkanker en nierfalen. Dat laatste, in samenhang met een longontsteking, werd haar in 2005 fataal.
Dee werd in 2004 gespeeld door Kate Bosworth in de biografische film Beyond the Sea.

## Filmografie
- Biblioteca Nacional de España: XX1540646
- Bibliothèque nationale de France: cb141702079 (data)
- CiNii: DA19738645
- Gemeinsame Normdatei: 119275511
- International Standard Name Identifier: 0000 0001 1663 3724
- Library of Congress Control Number: no90008779
- MusicBrainz: 37c49f83-23ce-4900-96d0-4334083da3e6
- Nationale Bibliotheek van Israël: 987007456109905171
- Nederlandse Thesaurus van Auteursnamen: 167017225
- SNAC: w6wv1pnp
- Système universitaire de documentation: 084098279
- Virtual International Authority File: 67272272
- WorldCat: E39PBJcBTBCPjhDfWjq9v9HBfq